# Condado de Schuyler (Nueva York)
El condado de Schuyler es un condado estadounidense, situado en el estado de Nueva York. Según el censo de los Estados Unidos del 2000, la población es de 19 224 habitantes. La cabecera del condado es Watkins Glen.

## Geografía
Según la Oficina del Censo de los Estados Unidos, el condado tiene un área total de 886 km², de los que  851 km² son de tierra y 36 km²  son de agua.

### Colindancias
- Condado de Seneca - norte
- Condado de Tompkins - este
- Condado de Chemung - sur
- Condado de Steuben - oeste
- Condado de Yates - noroeste

## Historia
El condado de Schuyler se separó del condado de Albany en 1854, su nombre es en honor de Philip Schuyler, miembro del Congreso Continental y senador por Nueva York.

## Demografía
Según el censo del año 2000, hay 19 224 personas, 7374 cabezas de familia, y 5191 familias que residen en el condado. La densidad de población es de 23 hab./km². La composición racial tiene:
- 96.48%% Blancos (no hispanos)
- 1.22% Hispanos (todos los tipos)
- 1.45% Negros o Negros Americanos (no hispanos)
- 0.36% Otras razas (no hispanos)
- 0.29% Asiáticos (no hispanos)
- 0.99% Mestizos (no hispanos)
- 0.40% Nativos americanos (no hispanos)
- 0.03% Isleños (no hispanos)

Hay 7374 cabezas de familia, de los cuales el 32% tienen menores de 18 años viviendo con ellos, el 55.70% son parejas casadas viviendo juntas, el 9.70% son mujeres que forman una familia monoparental (sin cónyuge), y 29.60% no son familias. El tamaño promedio de una familia es de 2.52 miembros.
En el condado el 25% de la población tiene menos de 18 años, el 7.90% tiene de 18 a 24 años, el 26.60% tiene de 25 a 44, el 25.40% de 45 a 64, y el 14.60% son mayores de 65 años. La edad media es de 39 años. Por cada 100 mujeres hay 100.5 hombres. Por cada 100 mujeres mayores de 18 años hay 96.6 hombres.

## Economía
Los ingresos medios de un cabeza de familia el condado es de 36 010 $, y el ingreso medio familiar es 41 441 $. Los hombres tienen unos ingresos medios de 31 549 $ frente a 21 928 $ de las mujeres. El ingreso per cápita del condado es de 17 039 $. El 11.80% de la población y el 8.80% de las familias están debajo de la línea de pobreza. Del total de gente en esta situación, 17.10% tienen menos de 18 y el 6.20% tienen 65 años o más.

## Localidades
- Burdett
- Catharine
- Cayuta
- Dix
- Hector
- Montour
- Montour Falls
- Odessa
- Orange
- Reading
- Tyrone
- Watkins Glen

## Sitios de interés
- Grange Hall
- Área Catharine Creek Wildlife Management
- Área Connecticut Hill State Game Management
- Parque Lakeside
- Parque Marina
- Parque estatal Watkins Glen
- Lago Waneta
- Isla Poplar
- Isla Stingers
- Valle de Catarina
- Valle Beardsley
- Iglesia Memorial Lawrence
- Iglesia Waneta
- Finger Lakes National Forest
- Green Mountain National Forest-Hector Ranger District